# Laaglandregenwouden van de Admiraliteitseilanden
De Laaglandregenwouden van de Admiraliteitseilanden bestaan uit regenwouden waarmee de meeste Admiraliteitseilanden begroeid zijn. Vanwege de geïsoleerde ligging bevatten deze regenwouden tal van zeldzame en endemische soorten vogels, vleermuizen en anderen dieren, maar over de biodiversiteit is weinig bekend. Het eiland Manus is grotendeels begroeid met regenwouden, maar op sommige van de kleinere eilanden zijn deze gekapt voor plantages met kokospalmen. Ze behoren tot de WWF-bioom tropisch of subtropisch regenwoud.
De ecoregio wordt bedreigd door houtkap en vernietiging van het habitat voor landbouwgrond.

## Locatie
De Admiraliteitseilanden liggen ten noorden van Papoea-Nieuw-Guinea in de Stille Oceaan, en behoren samen met Nieuw-Brittannië en Nieuw-Ierland tot de Bismarckarchipel. Het grootste eiland is Manus, met een hoogte van 700 meter. Het eiland is van vulkanische oorsprong. Op het eiland treft men naast een vulkanische bodem ook kalksteen aan, vanwege de omliggende koraalriffen.

## Klimaat
Het gehele jaar door ligt de temperatuur op gelijke hoogte, overdag rond de 30-32 °C en 's nachts rond de 20-24 °C. Jaarlijks valt er gemiddeld 3.382 mm regen. De natste maanden van het jaar zijn juni tot en met augustus. 

## Flora en fauna
Vanwege de geïsoleerde ligging van andere landmassa's, bevatten de regenwouden verschillende endemische plantensoorten. Het aantal wordt op 1500 geschat. Kenmerkende bomen in de bossen komen uit de geslachten Calophyllum en Sararanga.
Er komen 5 soorten zoogdieren voor, waarvan er 2 alleen in deze ecoregio voorkomen, namelijk de koeskoes Spilocuscus kraemeri en een knaagdier, de Melomys matambuai. De andere voorkomende zoogdiersoorten zijn de vleermuizen Dobsonia anderseni, Pteropus admiralitatum en Emballonura serii.
Kenmerkende vogelsoorten die in de bossen voorkomen zijn de heremietboshoen, Meeks spechtpapegaai, Bismarckbrilvogel en ebbenhoningeter. Ook komen er bijzondere duivensoorten voor, zoals de geelbefjufferduif, Bismarckmuskaatduif en Browns langstaartduif. 6 soorten vogels zijn endemisch in dit gebied, zoals de Manuskerkuil, Meeks valkuil, prachtpitta, zilverstaartmonarch, Manuswaaierstaart en Manuslederkop. 2 endemische vogelsoorten staan op de Rode Lijst van de IUCN als kwetsbaar en 1 als bedreigd.
Verder leven er in de bossen 4 soorten endemische hagedissen, 2 endemische kikkersoorten uit het geslacht Platymantis (Platymantis admiraltiensis en Platymantis latro) en de op het eiland Manus endemische boomslak Papustyla pulcherrima.

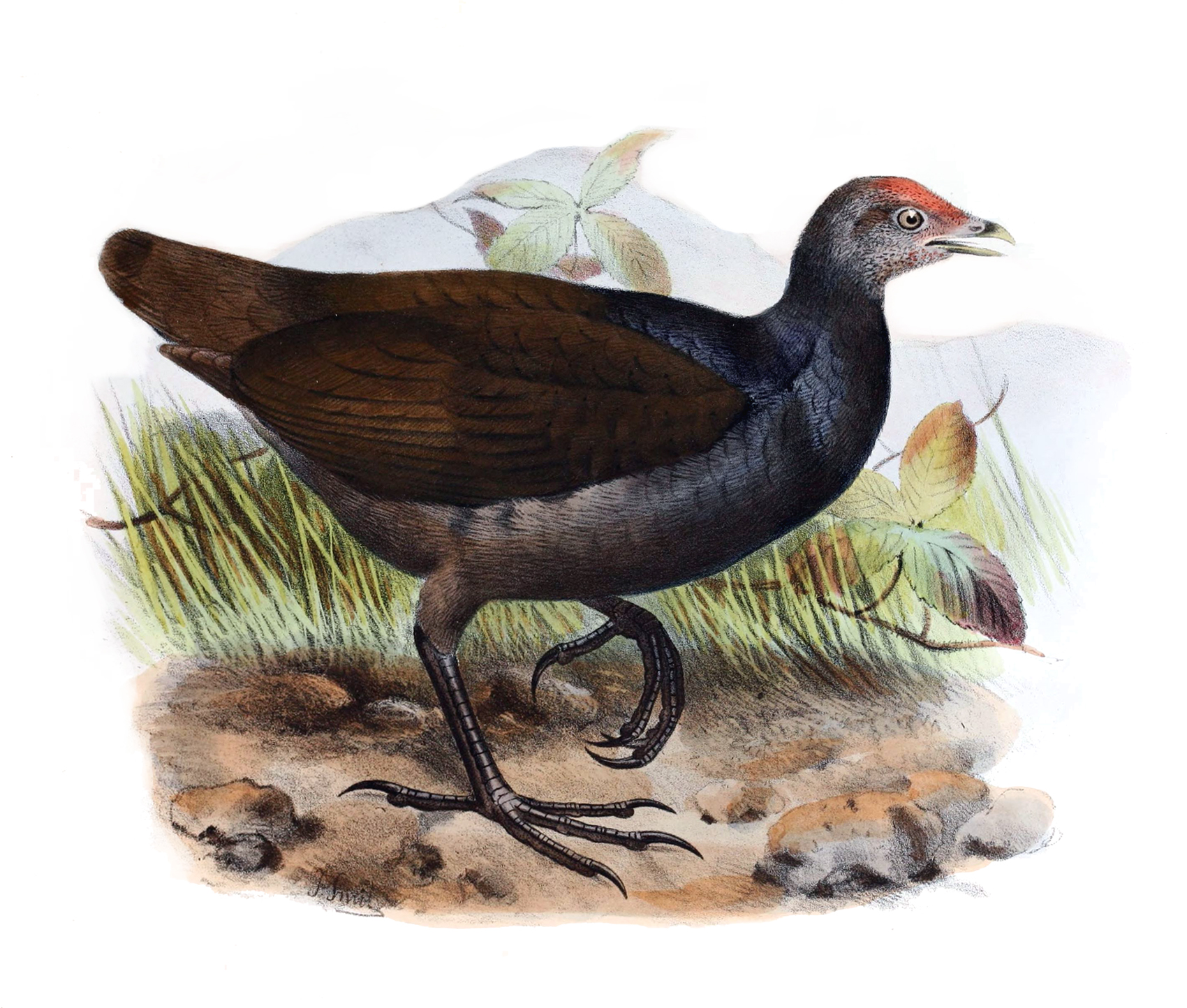
Heremietboshoen (Megapodius eremita)
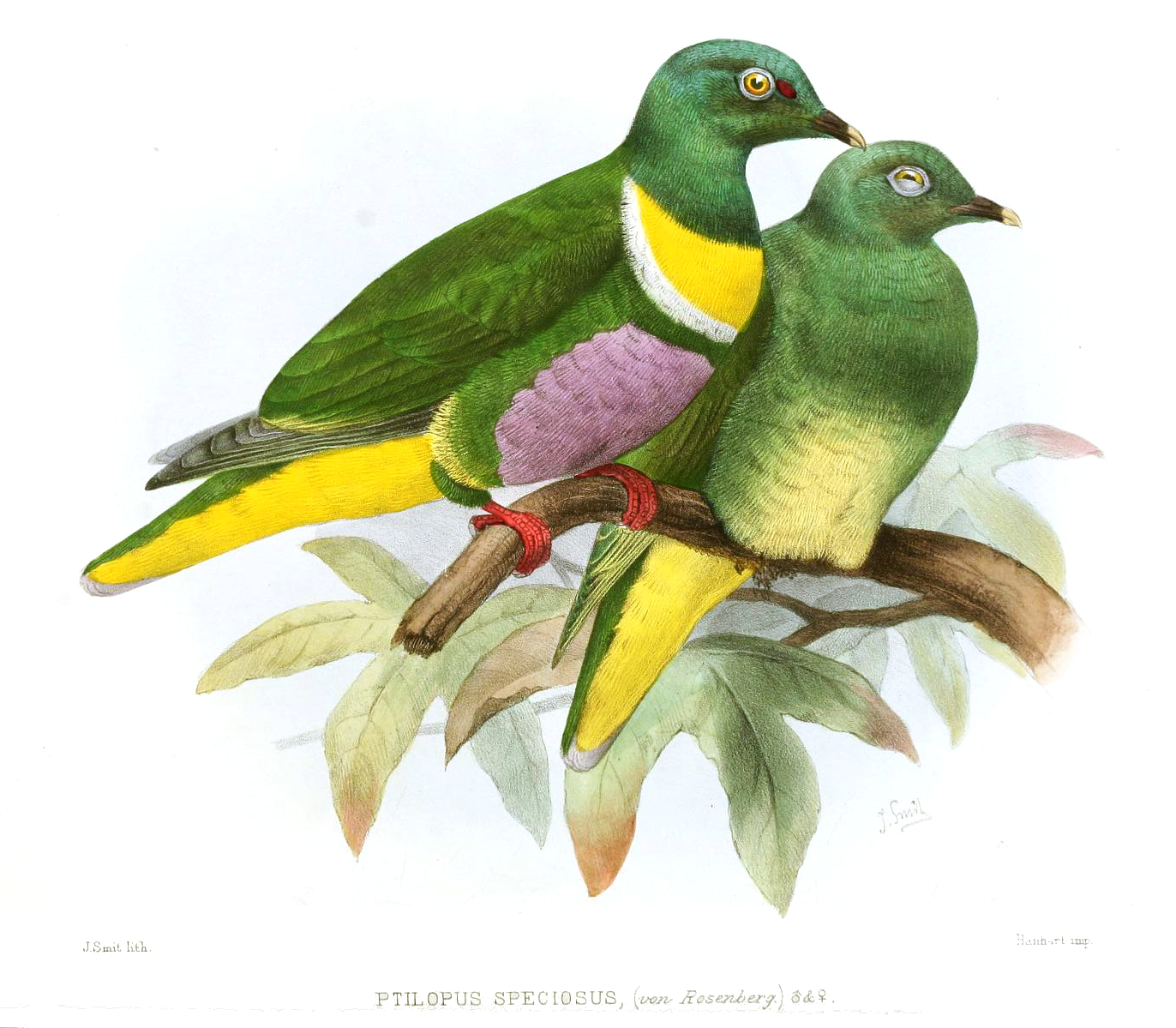
Geelbefjufferduif (Ptilinopus solomonensis)
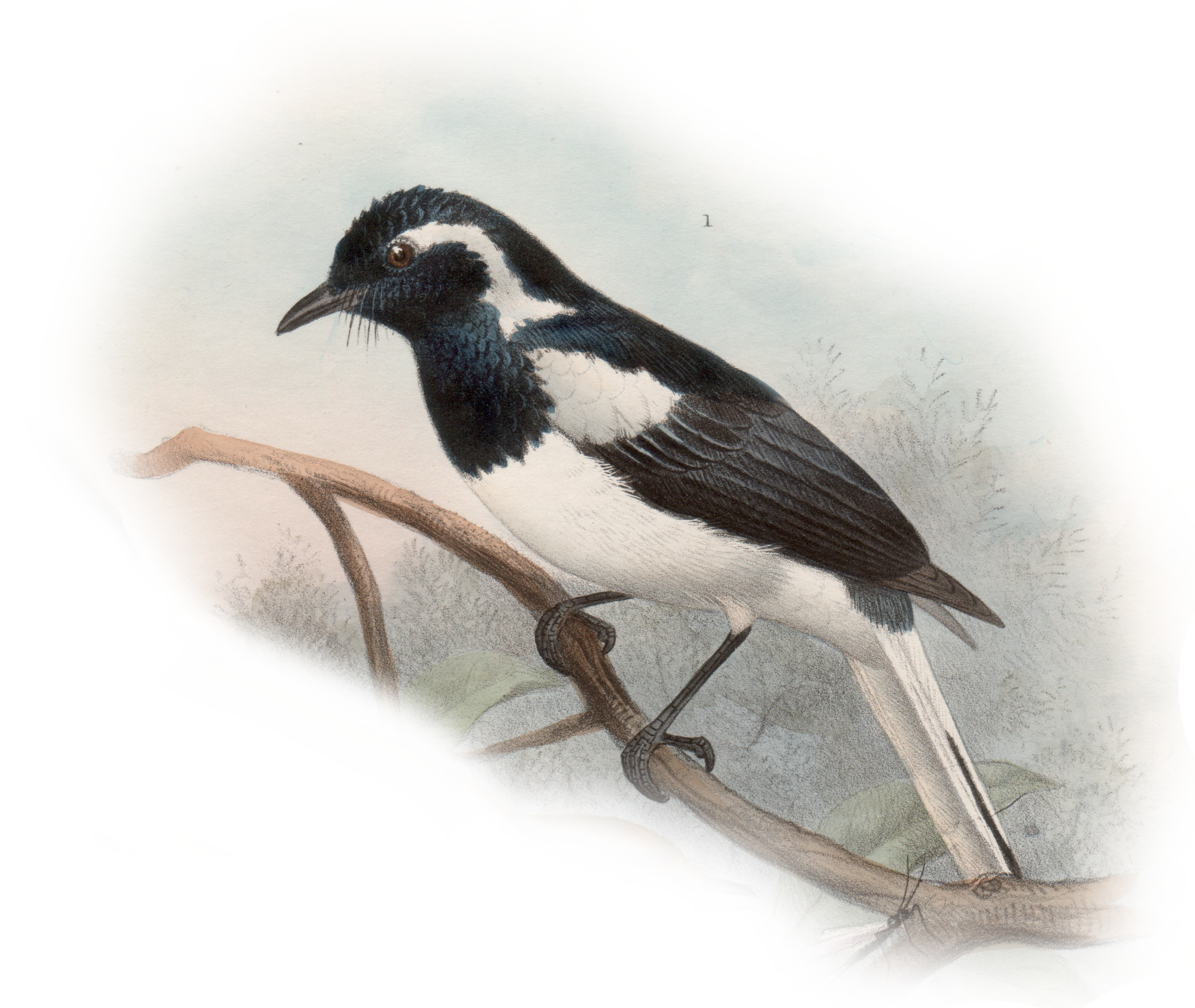
Zilverstaartmonarch (Symposiachrus infelix)
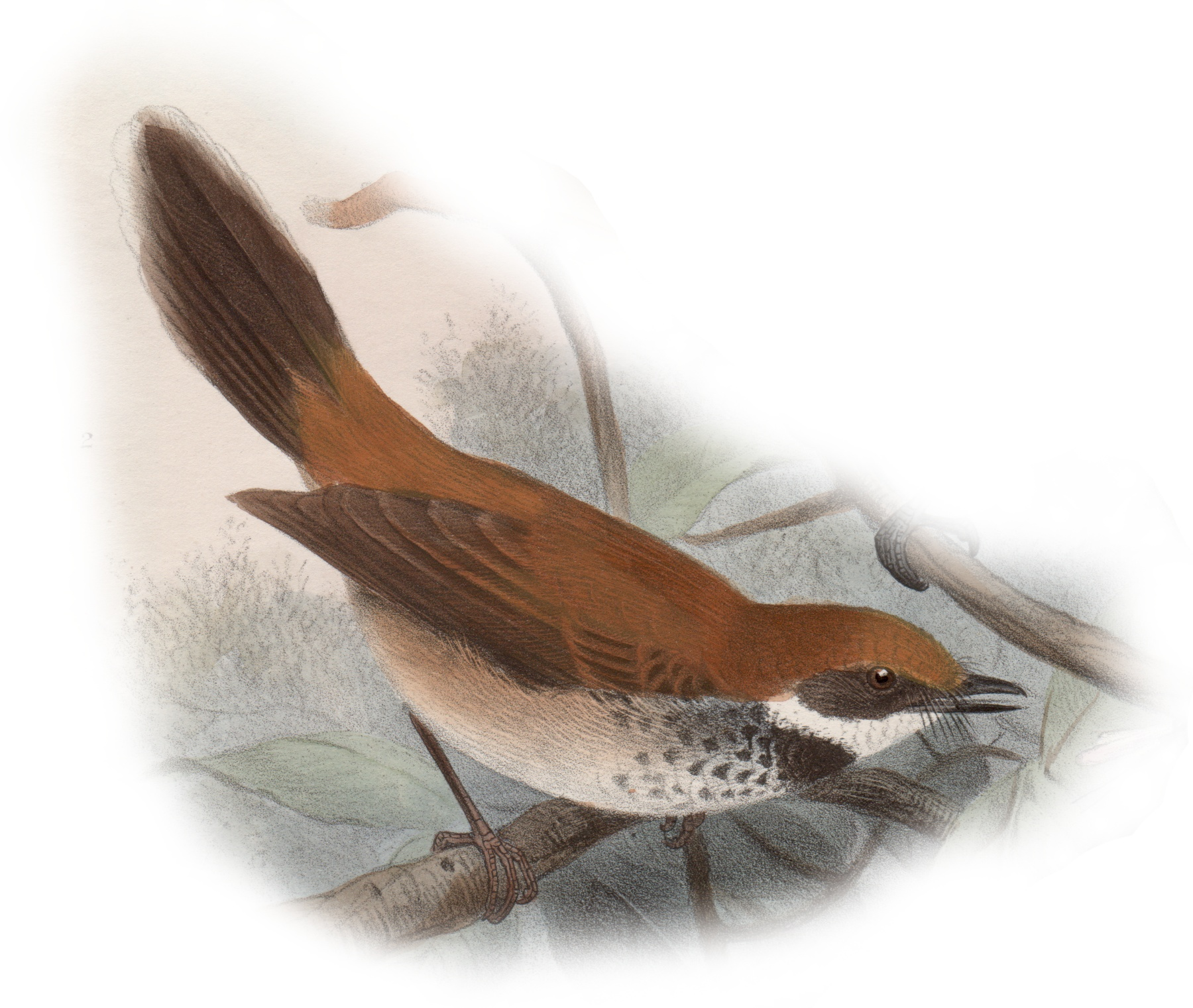
Manuswaaierstaart (Rhipidura semirubra)
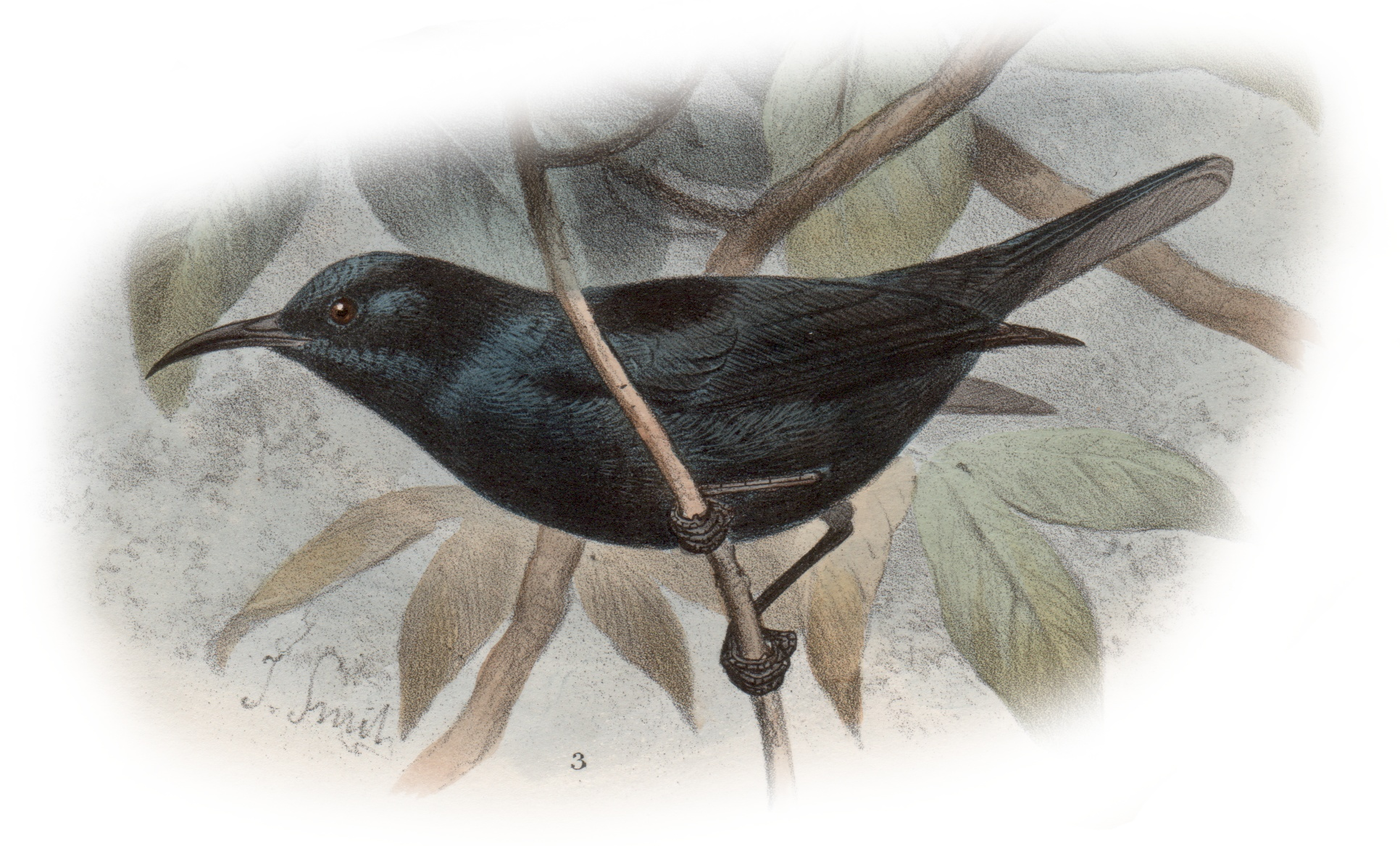
Ebbenhoningeter (Myzomela pammelaena)
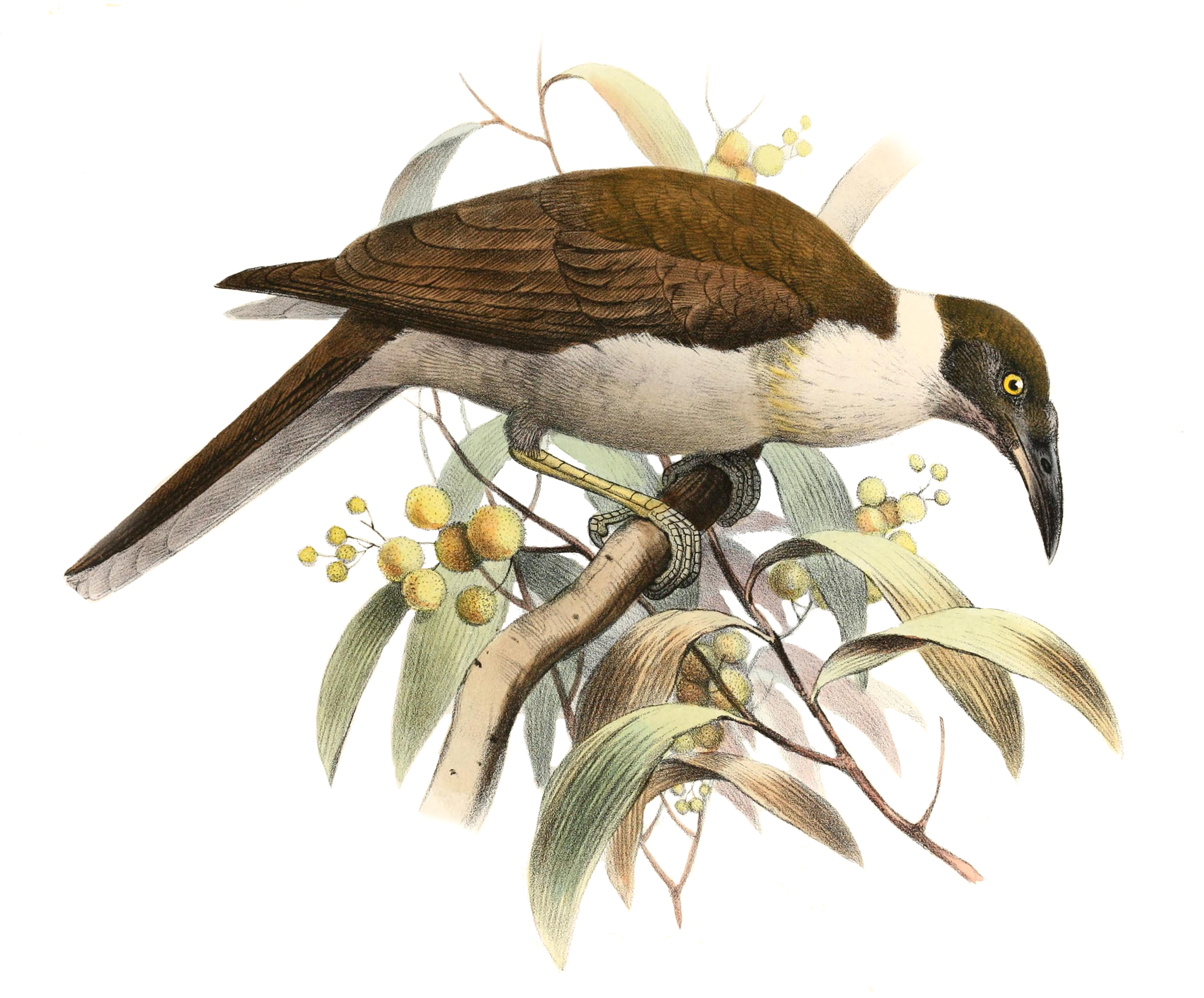
Manuslederkop (Philemon albitorques)
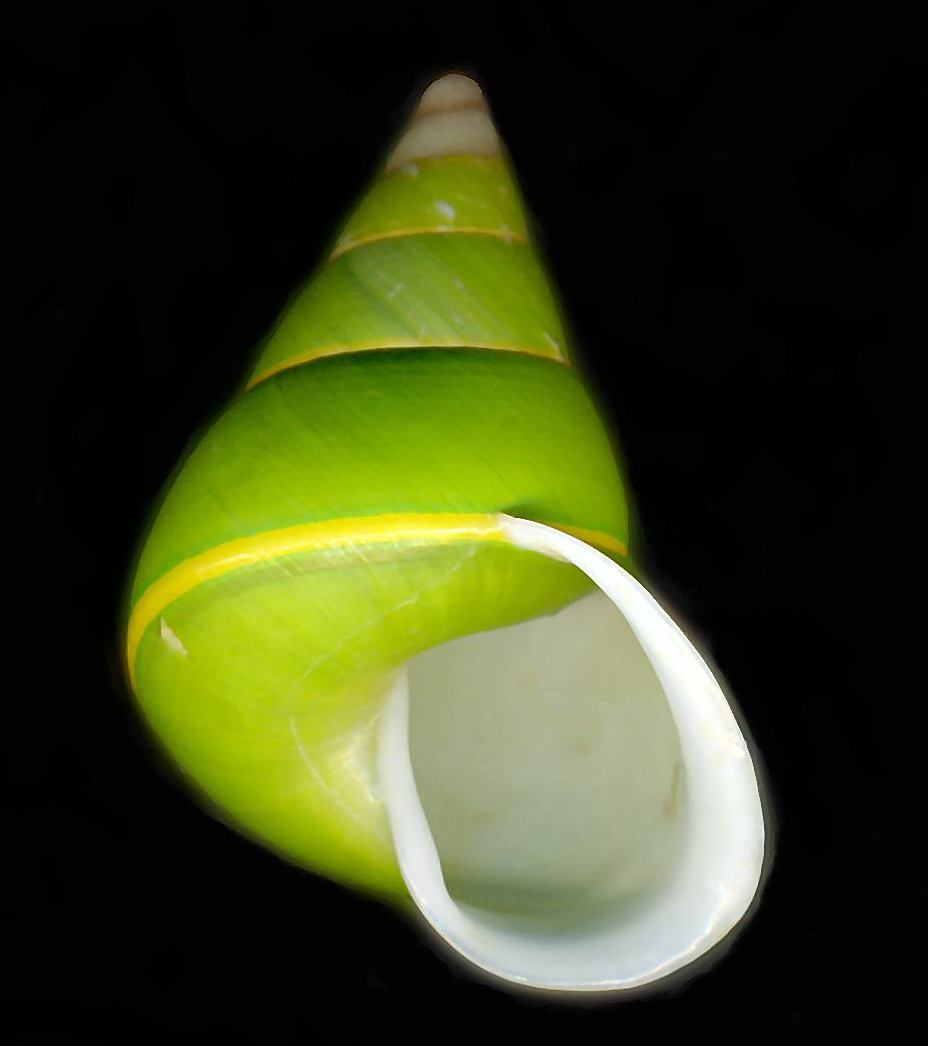
Papustyla pulcherrima

## Beschermde gebieden
Het 58,5 km² grote Ndrolowa Wildlife Management Area werd in maart 1985 gecreëerd ten zuiden van Lorengau op Manus en omvat zowel land- als zeegebieden. Rond de hoogste berg op Manus, de Mount Dremsel, is nog eens 240 km² beschermd gebied ingesteld, maar het beschermingsniveau is nog niet vastgesteld in de World Database on Protected Areas van UNEP.